# Miniconjou

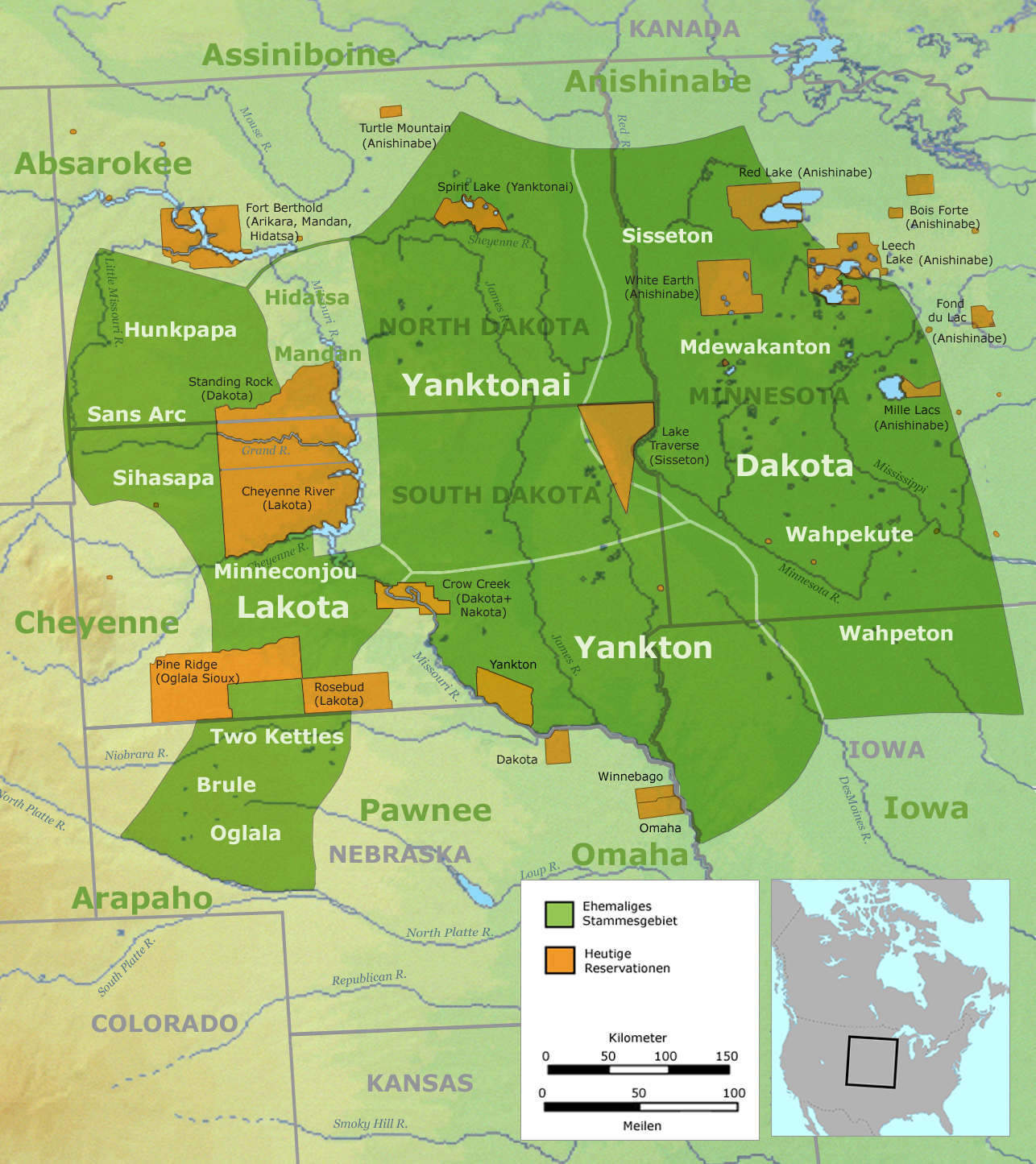
Territori original de la Gran Nació Sioux (en verd): els lakota (inclosos els sans arc o itazipco), els nakota (yanktonai i yankton) i dakota, així com el territori de les reserves (taronja)

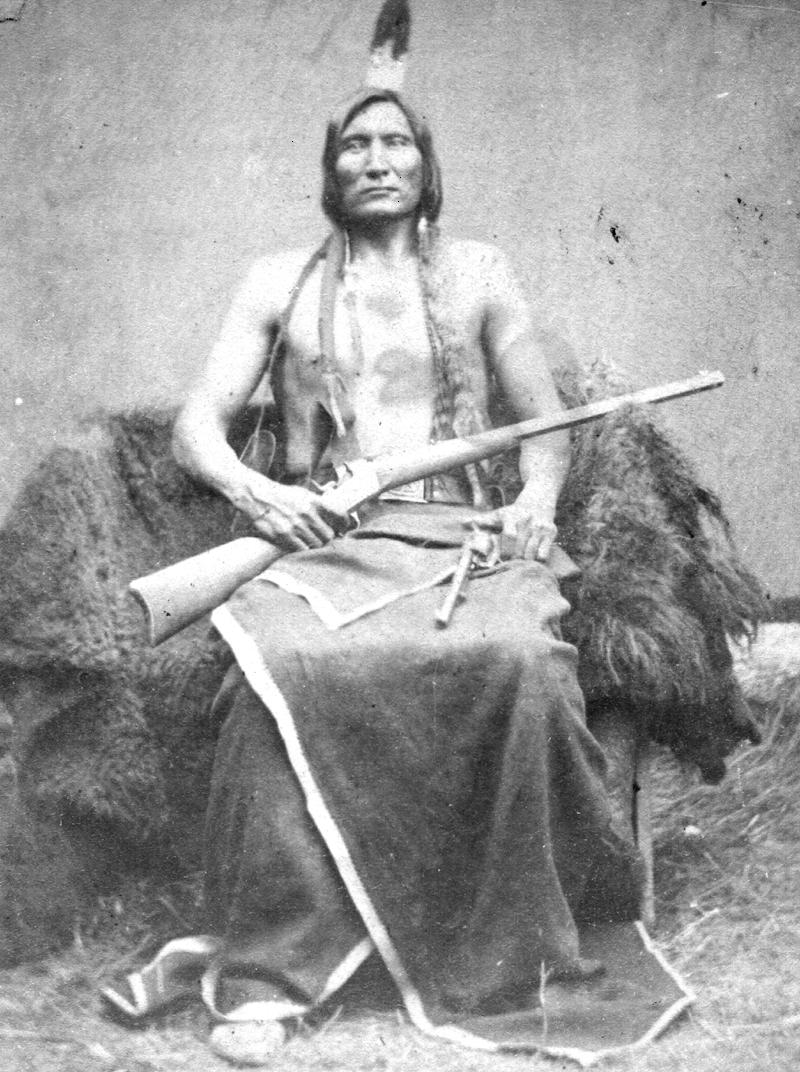
Maȟpíya Ičáȟtagya o Touch the Clouds

Els miniconjou (lakota: mnikȟówožu, hokwoju - ‘plantes per l'aigua’) era una subdivisió de la nació lakota, una fracció del poble amerindi sioux. Vivien a l'àrea a l'oest de l'actual Dakota del Sud des de les Black Hills al riu Platte. La població actual viu principalment al centre-oest de Dakota del Sud, a la reserva índia de Cheyenne River. Potser el més famós cap miniconjou fou Touch the Clouds.

## Bandes o thiyóšpaye històriques miniconjou
Juntament amb els Sans Arc (Itázipčho, Itazipcola, Hazipco - ‘aquells que cacen sense arcs') i Two Kettles (Oóhe Núŋpa, Oóhenuŋpa, Oohenonpa - ‘Dos bullits' o ‘Dues calderes') sovint són coneguts com a Lakota Central i es divideixen en nombroses bandes o thiyóšpaye:
- Unkche yuta (‘Menjadors de fems')
- Glaglaheca (‘Desordenats')
- Shunka yute shni (‘No mengen gossos', escindits dels Wanhin Wega)
- Nige Tanka (‘Gran ventre’)
- Wakpokinyan (‘Mosques al llarg del riu’)
- Inyan ha oin (‘Arracades de cloïssa’)
- Siksicela o Shikshichela (‘Dolents', ‘Dolents de diferents classes')
- Wagleza-oin (‘Arracades de serp’)
- Wanhin Wega (‘Fletxa trencada’, els Shunka yute shni i Oóhenuŋpa s'escindiren el 1840)

Els oóhenuŋpa o two kettles inicialment foren part del thiyóšpaye miniconjou anomenats wanhin wega, dels que se n'escindiren en 1840 i esdevingueren un oyate o tribu separada.

## Líders miniconjou
- Hump o High Backbone (Etokeah) pare (1811-1870) i fill (1848-1908). El pare fou potser el líder més prominent en la batalla de Fetterman en 1866.[3]
- White Bull, fill de Makes Room
- Big Crow, fill de Black Shield
- Touch the Clouds, fill de Lone Horn
- Little Bear, fill de White Hollow Horn
- White Swan, fill de White Swan
- Comes Flying no va tenir fills
- Crazy Heart, fill de Lame Deer
- Spotted Elk, fill de Lone Horn, mig-germà de Touches the Clouds

Altres destacats Miniconjou:
- Chief Spotted Elk més tard conegut com a "Cap Big Foot"
- Dewey Beard (Hard Tail)
- Kicking Bear